# Päivi Simukka
Päivi Hannele Simukka (* 21. Januar 1966 in Kerava) ist eine ehemalige finnische Skilangläuferin.

## Werdegang
Simukka, die für den Rajamäen Kehitys startete, lief ihr erstes von insgesamt vier Weltcupeinzelrennen im Februar 1987 in Lahti, das sie auf dem 70. Platz über 5 km Freistil beendete. Bei ihrer einzigen Olympiateilnahme im Februar 1992 in Albertville errang sie den 37. Platz über 30 km Freistil und erreichte damit ihre beste Platzierung im Weltcupeinzel. Ihre letzten internationalen Rennen absolvierte sie im Dezember 1992 beim Continental-Cup in Davos. Dort wurde sie Achte über 5 km klassisch und Dritte über 5 km Freistil.